# تنظيم النسخ
في علم الأحياء الجزيئي وعلم الوراثة، يمثل تنظيم النسخ transcriptional regulation الآليات التي تستخدمها الخلية في تنظيم تحول الدنا إلى رنا (النسخ)، بالتالي تنسيق النشاط الجيني. يمكن تنظيم الجين الواحد بعدد من الطرق، التي تتراوح من تعديل عدد نسخ الرنا المنسوخة إلى التحكم الزمني في توقيت نسخ الجين. يسمح هذا التحكم للخلية أو للكائن الحي بالاستجابة إلى مجموعة من الإشارات خارج الخلوية وداخل الخلوية ما من شأنه تشكيل استجابة. تشمل الأمثلة على ذلك كلًا من إنتاج الرنا الرسول الذي يشفر الإنزيمات لتتكيف مع تغيرات مصدر الغذاء، وإنتاج النواتج الجينية المشاركة في عدد من أنشطة دورة الخلية وإنتاج النواتج الجينية المسؤولة عن التمايز الخلوي في حقيقيات النوى متعددة الخلايا، كما دُرس في علم الأحياء النمائي التطوري.
يُعد تنظيم النسخ إحدى العمليات الحيوية لدى جميع الكائنات الحية. تتولى عوامل النسخ وغيرها من البروتينات مهمة تنسيقه، إذ تعمل بانسجام فيما بينها لضبط كمية الرنا المنتجة من خلال آليات متعددة. تختلف البكتيريا وحقيقيات النوى في آلياتها المتبعة لتحقيق التحكم في النسخ كليًا، إلا أنها تتشارك في عدد من السمات. يتمثل الأهم من ذلك في فكرة التحكم التركيبي، التي تنص على احتمالية مشاركة تركيب معين من العوامل في التحكم في جين معين من أجل التحكم في النسخ. في مثال افتراضي، ينظم العاملان «إيه» و«بي» مجموعة محددة من الجينات من تركيب العاملين «إيه» و«سي». تمتد هذه الطبيعة التركيبية إلى المركبات التي تزيد عن بروتينين، وتسمح لمجموعة شديدة الصغر (أقل من 10%) من الجينوم بالتحكم في برنامج النسخ لكامل الخلية.

## في البكتيريا
جاء الكثير من الفهم الأول للنسخ من البكتيريا، على الرغم من الامتداد والتعقيد الأكبر في تنظيم النسخ لدى حقيقيات النوى. يخضع نسخ البكتيريا إلى ثلاثة عناصر متسلسلة رئيسية:
- المحفزات هي عناصر الدنا المحتمل ارتباطها مع بوليميراز الحمض النووي الريبوزي والبروتينات أخرى من أجل البدء الناجح في النسخ المباشر العكسي للجين.
- المشغلات التي تتعرف على البروتينات الكاظمة التي ترتبط مع امتداد من الدنا وتثبط نسخ الجين.
- عناصر التحكم الإيجابية التي ترتبط مع الدنا وتحرض مستويات أعلى من النسخ.[2]

توجد وسائل تنظيم النسخ هذه لدى حقيقيات النوى أيضًا، إلا أن مشهد النسخ أكثر تعقيدًا لوجود مجموعة من البروتينات المشاركة إلى جانب الإنترونات وتغليف الدنا في الهستونات.
يعتمد نسخ الجين البكتيري الأساسي على قوة المحفز ووجود المنشطات أو الكاظمات. في غياب العناصر التنظيمية الأخرى، تتنوع ألفة المحفز المعتمدة على التسلسل لبوليميراز الحمض النووي الريبوزي، ما يؤدي إلى إنتاج كميات مختلفة من النسخ. ترتبط الألفة المتنوعة لبوليميراز الرنا لتسلسلات المحفز المختلفة مع مناطق التسلسل الجمعي العكسي لموقع بدء النسخ. كلما ازدادت نيكليوتيدات المحفز المتوافقة مع التسلسل الجمعي، كلما أصبحت ألفة المحفز لبوليمراز الرنا قوية.
في غياب العناصر التنظيمية الأخرى، يكون النسخ البكتيري في حالة «تشغيل» الترتيب الافتراضية، ما يؤدي إلى إنتاج كمية قليلة من النسخ. يعني هذا قدرة تنظيم النسخ في شكل كاظمات البروتين وعناصر التحكم الإيجابية على زيادة النسخ أو خفضه. غالبًا ما تتخذ الكاظمات موقع المحفز، مانعةً ربط بوليميراز الرنا. بشكل معاكس، قد ترتبط الكاظمة والبوليميراز مع الدنا إلى جانب التفاعل المادي بين الكاظمة التي تمنع فتح الدنا من أجل الوصول إلى الطاق الناقص للنسخ. تختلف إستراتيجية التحكم هذه عن النسخ في حقيقيات النوى، الذي يجب إيقاف حالته الأساسية بالإضافة إلى اعتماد عوامله المشتركة الضرورية لبدء النسخ بشكل كبير على الجينات.
تُعد عوامل سيغما بروتينات بكتيرية متخصصة في ربط بوليميراز الرنا وتنسيق بدء النسخ. تعمل عوامل سيغما كوسيط في النسخ الخاص بالتسلسلات، إذ يمكن استخدام عامل سيغما مفرد في نسخ جميع الجينات المتراكمة أو مجموعة الجينات التي تسعى الخلية للتعبير عنها كاستجابة منها للمنبهات الخارجية مثل الضغط النفسي.
بالإضافة إلى العمليات المسؤولة عن تنظيم النسخ في مرحلة البدء، يعمل معدل تطويل النسخ على التحكم في تخليق الرنا الرسول. تحدث توقفات بوليميراز الرنا بشكل متكرر وتُنظم بواسطة عوامل النسخ، مثل «إن يو إس إيه» و«إن يو إس جي»، وتقارن النسخ والترجمة وبنية الرنا الرسول الثانوية.

## في حقيقيات النوى
يترافق التعقيد الزائد لتوليد الخلايا حقيقية النوى مع زيادة في تعقيد تنظيم النسخ. تمتلك حقيقيات النوى ثلاثة أنواع من بوليميراز الرنا، التي تُعرف باسم «بّي أو إل 1» و«بّي أو إل 2» و«بّي أو إل 3». يمتلك كل بوليميراز بدوره أهدافًا ونشاطات محددة، فضلًا عن تنظيمه من خلال آليات مستقلة. يوجد عدد من الآليات الإضافية المستخدمة في التحكم في نشاط البوليميراز. يمكن تصنيف هذه الآليات عمومًا في ثلاثة مجالات رئيسية:
- التحكم في قدرة البوليميراز على الوصول إلى الجين. من المرجح أن تكون هذه الآلية الأوسع بين آليات التحكم الثلاث. يشمل هذا وظائف إنزيمات إعادة نمذجة الهستون، وعوامل النسخ، والمثبطات والكاظمات وغيرها من المعقدات الأخرى.
- التطويل المنتج لنسخ الرنا. بمجرد ارتباط البوليميراز مع المحفز، يتطلب مجموعة أخرى من العوامل التي تسمح له بالخروج من معقد المحفز والبدء في نسخ الرنا بنجاح.
- إنهاء البوليميراز. وُجد عدد من العوامل المسؤولة عن التحكم بحدوث الإنهاء، الذي يحدد مصير نسخ الرنا.
- تعمل هذه الأنظمة الثلاثة في تناسق من أجل تكامل الإشارات من الخلية وتغيير برنامج النسخ طبقًا لذلك.[5]

في أنظمة بدائيات النوى، يمكن اعتبار حالة النسخ الأساسي غير مقيدة (أي في حالة «تشغيل» عند غياب العوامل المعدلة)، بينما تتميز حقيقيات النوى بحالة أساسية مقيدة متطلبة توظيف عوامل أخرى من أجل توليد نسخ الرنا. يعود هذا الاختلاف بشكل كبير إلى جينوم حقيقيات النوى المتراص من خلال التفاف الدنا حول الهستونات لتشكيل بنى عالية الترتيب. نظرًا إلى هذا التراص، يتعذر الوصول إلى محفز الجين دون مساعدة العوامل الأخرى في النواة، ما يجعل بنية الكروماتين موقعًا شائعًا للتنظيم. على غرار عوامل سيغما في بدائيات النوى، تُعد عوامل النسخ العامة (جي تي إف إس) مجموعة من العوامل اللازمة لجميع أحداث النسخ لدى حقيقيات النوى. تُعتبر هذه العوامل مسؤولة عن تثبيت تفاعلات الربط وفتح حلز الدنا من أجل السماح لبوليميراز الرنا بالوصول إلى القالب، إلا أنها غير نوعية لمواقع المحفزات المختلفة. يحدث جزء كبير من تنظيم الجينات عبر عوامل النسخ التي تعمل على تحريض ارتباط آلية النسخ العامة و/ أو البوليميراز أو تثبيطها. يمكن تحقيق ذلك من خلال التفاعلات الوثيقة مع عناصر المحفز الأساسية، أو من خلال عناصر المحسن بعيدة المسافات.
بمجرد ارتباط البوليميراز بنجاح مع قالب الدنا، يستلزم غالبًا مساعدة البروتينات الأخرى من أجل خروجه من معقد المحفز المستقر، وبدء تطويل طاق الرنا المتولد. يُطلق على هذه العملية اسم هروب المحفز، وتمثل إحدى الخطوات التي تعمل فيها العناصر التنظيمية من أجل تسريع عملية النسخ أو إبطائها. بشكل مماثل، قد ترتبط عوامل البروتين وعوامل الحمض النووي مع معقد التطويل، وما من شأنه تعديل معدل تحرك البوليميراز على طول قالب الدنا.